# سینت مریز (شهرستان فلوید)
سینت مریز (به انگلیسی: Saint Marys) یک منطقهٔ مسکونی در ایالات متحده آمریکا است که در شهرستان فلوید، ایندیانا واقع شده‌است. سینت مریز ۲۵۲٫۰۷ متر بالاتر از سطح دریا واقع شده‌است.